# Lasiargus
Lasiargus és un gènere d'aranyes araneomorfes de la subfamília Erigoninae, dins de la família Linyphiidae.
Fou descrit per primera vegada per  C. Chyzer i Władysław Kulczyński l'any 1894.
Es poden trobar a la zona paleàrtica, concretament a Kazakhstan, Kyrgyzstan, Mongolia, i Russia:

## Llista d'espècies
Segons The World Spider Catalog 12.0:
- Lasiargus hirsutoides Wunderlich, 1995
- Lasiargus hirsutus (Menge, 1869) (Espècie tipus)
- Lasiargus pilipes (Kulczyński, 1908)
- Lasiargus zhui Eskov & Marusik, 1994